# Normani
Normani Kordei Hamilton, känd mononymt som enbart Normani (även kallad Normani Kordei), född 31 maj 1996 i Atlanta i Georgia (uppvuxen i New Orleans i Louisiana), är en amerikansk sångerska. Hon inledde sin karriär år 2012, genom att göra audition till den andra säsongen av det amerikanska The X Factor, där hon åkte ut under den andra bootcamprundan. Hon fick dock en inbjudan att komma tillbaka till tävlingen, denna gång som medlem i musikgruppen Fifth Harmony, tillsammans med Ally Brooke, Lauren Jauregui, Dinah Jane och Camila Cabello. Efter gruppens upplösning år 2018 inledde hon en solokarriär, och släppte debutsingeln "Love Lies", tillsammans med sångaren Khalid. Hon deltog i den tjugofjärde säsongen av danstävlingen Dancing with the Stars år 2017, där hon tillsammans med danspartnern Valentin Chmerkovskiy slutade på en tredjeplats.

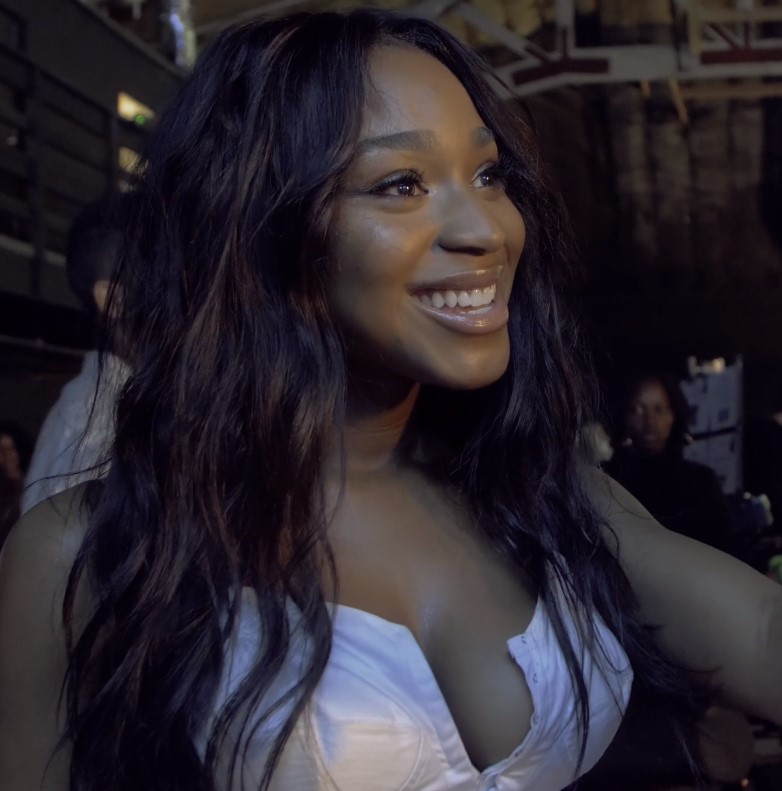
Normani under en musikvideoinspelning, den 26 februari 2019.

Normani och hennes familj flyttade senare till Texas största stad Houston, strax efter att orkanen Katrina hade brutit ut under år 2005. Hon identifierar sig själv som kristen, och bor i San Fernando Valley i utkanten av centrala Los Angeles. Hon har haft ett förhållande med Seattle Seahawks-spelaren DK Metcalf sedan år 2022.